# Линтеа (Горж)
Линтеа (рум. Lintea) насеље је у Румунији у округу Горж у општини Скоарца. Oпштина се налази на надморској висини од 303 m.

## Становништво
Према подацима из 2002. године у насељу је живело 169 становника, од којих су сви румунске националности.